# Reinhard P. W. Smidt
Reinhard P. W. Smidt (* 20. April 1874 in St. Georgiwold in Ostfriesland als Reinhard Petrus Wolbertus Smidt; † 26. Dezember 1954 in Hameln) war ein deutscher evangelisch-reformierter Pastor, Mitglied der Bekennenden Kirche und lange Jahre Verwalter der Superintendentur von Hannover bzw. Synodalvorsitzender.

## Leben
Smidt wuchs in St. Georgiwold und Weener im Rheiderland auf und besuchte die Schule in Emden sowie das Ubbo-Emmius-Gymnasium Leer. Er studierte anschließend Theologie in Göttingen, Berlin und Tübingen. Seine erste Predigt als Pastor hielt er in seinem Geburtsort St. Georgiwold, wo sein Vater zur Zeit seiner Geburt als Prediger eingesetzt gewesen war. Nach ersten praktischen Erfahrungen in Ostfriesland, dem er zeitlebens verbunden blieb, wurde er 1900 nach Neuenhaus in der Grafschaft Bentheim  nahe der niederländischen Grenze berufen, wo er niederländisch und deutsch predigte.
1905 wurde er an die (früher französisch-reformierte, nun generell evangelisch-reformierte) Hugenottenkirche in Hameln berufen; sein Bruder Harbert Smidt wurde sein Nachfolger in Neuenhaus. Reinhard Smidt versah seinen Dienst in Hameln bis 1950, als er im Alter von 76 Jahren emeritiert wurde. Zu seinem Amt gehörte über viele Jahre der Unterricht. Am Gymnasium Hameln unterrichtete er Religion und mehrfach auch Latein und war Mitglied der theologischen Prüfungskommission im Konsistorium in Aurich, die Theologie-Studenten zu prüfen hatte. Er lehnte zahlreiche Berufungen ab, darunter 1924 die zum Missionsdirektor der Rheinischen Missionsgesellschaft in Barmen, um in Hameln bleiben zu können. Er unterhielt ausgiebige theologische Korrespondenzen mit Amtskollegen.
Nachdem Ende 1918 die Republik ausgerufen wurde und die Kirche vom Staat getrennt wurde, wurde er 1920 vom Konsistorium Aurich beauftragt, die vakante Superintendentur der Inspektion Hannover, mit Amtssitz Hameln, zu verwalten. Er zeichnete in dieser Zeit als „Superintendentursverweser“. Nach Inkrafttreten der neuen Verfassung der Landeskirche wurde daraus 1922 der Synodalvorsitz, was weiterhin dem Amt des Superintendenten entsprach, weiterhin mit Amtssitz Hameln. Er wurde 1933 schließlich aus politischen Gründen von seinem Amt als Synodalvorsitzender 10. Bezirkskirchenverband der Provinz Hannover (später Präses des Synodalverbandes) entbunden.
Politisch beschäftigte ihn in seinen jungen Jahren die soziale Frage, er wandte sich dann aber konservativen Positionen zu. Die „soziale Not“ beschäftigte ihn aber weiter in seinen Predigten. Am Feiertag des 1. Mai 1933, als das nationalsozialistische Regime bereits erfolgreich seine Kontrolle der staatlichen Institutionen durchgesetzt hatte, wurden alle Kirchen Hamelns beflaggt, außer – auf Anordnung Smidts – die Hugenottenkirche, da er sich Vereinnahmung der Kirche verweigerte. Kirchliche Aktivitäten anlässlich der Jahrestage der Nationalsozialisten lehnte er ab. Seine großteils erhalten gebliebenen Predigten zeigen, dass er sich während der nationalsozialistischen Herrschaft massiv gegen diese wandte, jeweils mit theologischer Begründung. „Die Kirche könne nicht den Zwecken der Regierung dienen. Sie habe ihren eigenen Auftrag.“ Als sich einmal zum Beginn des Gottesdienstes eine Abordnung der SS mit Hakenkreuzflagge an der Kanzel aufstellte, verwies er diese der Kirche, da in der Kirche nur Gottes Wort gelte. Eine Anordnung der inzwischen „gleichgeschalteten“ Kirchenleitung an die Pastoren, hebräische Zeichen aus Kirchensiegeln und Kirchenräumen zu entfernen, beantwortete er mit dem offiziellen Vorschlag, aufgrund der Verfolgung von Menschen die zehn Gebote auf Hebräisch und Deutsch auf den Marktplätzen aufstellen zu lassen. Gleichzeitig sprach er in seinen Predigten verstärkt vom „Juden Jesus“. Als benachbarte Gemeinden das Reichserntedankfest unter Beteiligung Adolf Hitlers auf dem Bückeberg bei Hameln mit Feldgottesdiensten feierten, blieb seine Gemeinde demonstrativ fern. Dies unterstützte sein Kirchenrat, der trotz innerer Kontroversen zu ihm hielt. Smidt sprach in einem Gedicht der Zeit ironisch von den „Bergen, die sich bücken“. Da Reinhard Smidt, inzwischen Mitglied der Bekennenden Kirche, in Hameln ein hohes Ansehen in der national-konservativen Bürgerschaft genoss, wurde er trotz Warnungen nicht verhaftet. Eine Rolle spielte dabei wahrscheinlich auch der Fronteinsatz seiner Söhne, die, in der Presse mehrfach erwähnt, bekannte Offiziere geworden waren. Sein Sohn Karl, der besonders ausgezeichnet wurde, spielte dabei eine Doppelrolle. Während dieser in Kriegseinsätzen und -planung Verantwortung übernahm, wurde auch er Mitglied der Bekennenden Kirche, schützte als Leiter einer Personalstelle Gegner der Nazis, und äußerte sich in detaillierten Briefen, die er an der Zensur vorbeileiten konnte, in deutlichen Worten über die „Barbarei der Judenverfolgung“ und die „Gottlosigkeit“ der Regierung.
Pastor Smidt war 1934 einer der Mitbegründer der Bekennenden Kirche in seinem Zuständigkeitsbereich (der „Bekenntnisgemeinschaft innerhalb der evangelisch-reformierten Landeskirche der Provinz Hannover“) und wurde deren Mitglied in Holthusen, Kreis Weener, Ostfriesland, wo die Mitgliederliste dieser kirchlichen Bewegung geführt wurde. Als das prominente Mitglied des kirchlichen Widerstandes, Martin Niemöller, ein Verwandter seiner Frau, 1938 verhaftet und ins KZ Sachsenhausen eingeliefert wurde, verlangte Smidt erfolglos einen offiziellen Protest der Landeskirchenleitung. Er sammelte auch Geld für verfolgte Pastoren und stellte ausländischen Zwangsarbeitern seine Sakristei für Gottesdienste zur Verfügung.
Smidt lehnte 1945 die Ernennung zum kommissarischen Bürgermeister von Hameln durch die britischen Besatzungstruppen ebenso wie den Eintritt ins Stadtparlament ab, da er aufgrund seines geistlichen Amtes als auch wegen seines Alters keine Verantwortung für das politische Gemeinwesen übernehmen wollte.
Erst seit wenigen Jahren wird seine Rolle im kirchlichen Widerstand aufgrund der Auswertung bisher nicht ausgewerteter Archivalien bekannter, insbesondere aufgrund des Engagements der Hamelner Historikerin Elke Herrenbrück. „Die studierte Historikerin ... hat ... insbesondere das langjährige Wirken des ersten Pastors der Gemeinde, Reinhard Smidt, ins Auge gefasst. 'Eine große historische Entdeckung' sei damit gelungen, sagt sie. Smidt ... stand während der Zeit des Nationalsozialismus in ständiger Gegnerschaft zum Regime, obwohl seine Söhne als Offiziere dienten und hohe Auszeichnungen erhielten. Smidt indes kämpfte – unterstützt von seiner Gemeinde – zwölf Jahre lang gegen die Nazis.“

## Publikationen und dichterische Versuche
In der ersten Phase seiner Karriere arbeitete er über Jahre an einem detaillierten Kommentar zum Heidelberger Katechismus, dessen geplante Veröffentlichung aber während der Wirtschaftskrise der 1920er Jahre abgesagt wurde. Aufgrund seiner kirchlichen Verantwortungen wurden einige Texte aus der kirchlichen Arbeit veröffentlicht, darunter auch Gedichte. In seinem Nachlass befinden sich zahlreiche Gedichte, verfasst auf Deutsch und Ostfriesisch Platt. Posthum gab sein Sohn Karl Smidt gemeinsam mit dessen Tochter Hilke Stamatiadis-Smidt seine Gedichte „aus böser Zeit“ heraus, in denen Reinhard Smidt die Ideologie der Nazi-Diktatur, die Angst vor der Verhaftung, die Verfolgung der Juden und die Rolle der Deutschen thematisierte. Er hatte diese Gedichte in einer speziellen stenographischen Schrift geschrieben und im Pastorat versteckt, damit sie bei eventuellen Untersuchungen nicht gefunden werden könnten. Er verfasste eine mehrbändige Chronik, in der er Überlieferungen, Dokumente und Fotos seiner Familie dokumentierte, Erinnerungen an Ostfriesland niederschrieb und das Leben seiner Kinder dokumentierte, darunter das Leben seiner Tochter Käthe, die in der Hungerzeit nach dem Ersten Weltkrieg jung an Tuberkulose verstarb. Auf diesen Niederschriften beruhte seine Publikation über seinen Vater.

## Familie
Pastor Smidt war der Sohn des Superintendenten und Kircheninspektors von Weener in Ostfriesland, Reemt Peters Smidt. Auch seine Brüder, mehrere Neffen, ebenso wie sein Großvater Harbert Willms Feenders waren Pastoren. Er war mit der Tochter des 2. Pastors von Weener, Ida Prümers, verheiratet und hatte mit ihr fünf Kinder. Einer seiner Söhne war der Admiral Karl Smidt, der ebenfalls der Bekennenden Kirche angehörte. Sein mit ihm in engem Austausch stehender Neffe Hans Hossius, Pastor der Lippischen Landeskirche, Sohn seiner Schwester Meta Hossius geb. Smidt aus Falkenhagen, trat wie er in die Bekennende Kirche ein und wurde aufgrund seiner explizit kritischen Predigten zeitweise von der Gestapo inhaftiert. Sein Schwiegersohn, der Publizist Dr. Wilhelm Hahn, schloss sich allerdings trotz der Kritik des Schwiegervaters den Deutschen Christen an und übernahm hohe Funktionen im Nationalsozialismus in Schleswig-Holstein. 
Seine Frau Ida Smidt war zeitweise Organistin der Gemeinde in Hameln und leitete die Kindergottesdienste. Über seine Mutter war er teilweise französischer Herkunft, was ihm in seiner Amtsausübung an der Hugenottengemeinde Hamelns zusätzliche Legitimität verschaffte. Er hatte nahe verwandtschaftliche Beziehungen in die Niederlande, weshalb er sich selbst als „halben Holländer“ bezeichnete. Bei verfänglichen Gesprächen in der Zeit des Nationalsozialismus sprach er mit Familienmitgliedern niederländisch, damit andere Personen nichts verstehen konnten.

## Publikationen (Auswahl)
- Der bedrohte Sonntag, in: Zweiter Bezirkskirchentag des 10. Bezirkskirchenverbandes der ev.-ref. Kirche der Provinz Hannover in Celle am 28. Oktober 1926, Quakenbrück, S. 35ff.
- 25 Jahre reformierte Kirche. Die Jubelfeier der Hamelner Gemeinde, in: Deister- und Weserzeitung / Zweites Blatt vom 16. März 1931 (Zusammenfassung einer Ansprache und einer Predigt zu 3 Mose 26,11).
- Superintendent Reemt Peters Smidt – Ein Lebensbild des früheren Predigers und Seelsorgers, in: Der Deichwart, Beilage zu Rheiderland, vom 3. August, 10. August, 17. August 1957.
- Gereimtes und Ungereimtes aus böser Zeit 1933–1945, hrsg. von Karl Smidt und Hilke Stamatiadis-Smidt, Heidelberg 1981.
- „Nachtigall und Spatz“ [Gedicht], in: Dagmar Köhler, „Herr, ich habe lieb die Stätte deines Hauses“ – Die Geschichte unserer Kirche, in: Evangelisch-reformierte Gemeinde Hameln – Bad Pyrmont (Hrsg.): 100 Jahre Evangelisch-reformierte Kirche Hameln in der Hugenottenstraße, Festschrift, Hameln 2006, S. 40 (Neuabdruck aus der Deister- und Weserzeitung, 1920er Jahre).